# ورد دائم الخضرة
ورد دائم الخضرة (الاسم العلمي: Rosa sempervirens) هو نوع من النباتات يتبع جنس الورد من الفصيلة الوردية.